# الدعارة في العراق
الدعارة في العراق غير قانونية. قانون العقوبات العراقي يجرم الخارجين عن القانون من العاملين في الدعارة والقوادة والعملاء جميعاً كونهم مسؤولين عن العقوبات الجنائية.

## حرب العراق
العديد من النساء الفارات من الحرب في العراق قد اجبرن على ممارسة الدعارة. بعض المصادر تقدر العدد بحوالي 50 ألف لاجئة عراقية في سوريا، العديد منهن أرامل أو أيتام، وقد أجبرن على ممارسة الدعارة. تذكر بعض المصادر أن النساء يُصدّرن إلى دول الخليج العربي. بعد الغزو الأمريكي للعراق في عام 2003، قامت شركات مقاولات خاصة بجلب العاهرات من أجزاء أخرى من العالم إلى العراق.

## إقليم كردستان العراق
تلقى إقليم كردستان العراق «النساء والأطفال من بقية أنحاء العراق للمتاجر بهم من أجل الدعارة». العصابات الإجرامية قد استغلت الفتيات من خارج إقليم كردستان لتجارة الجنس في محافظات أربيل ودهوك والسليمانية. زعمت المنظمات غير الحكومية بأن بعض الأفراد من حكومة إقليم كردستان الأسايش قوى الأمن الداخلي تسهل الدعارة في مخيمات اللاجئين السوريين في كردستان العراق. حيث تباع المرأة العراقية بـ«الزواج المؤقت» ويتم أجبار الفتيات السوريات الصغيرات في مخيمات اللاجئين في كردستان العراق بالـ«الزواج المؤقت»، ويزعم بأن «حكومة إقليم كردستان» تتجاهل مثل هذه الحالات.

## أنواع أخرى من الدعارة
في بعض الحالات، الفتيان في سن المراهقة والشباب العراقيين يعملون في دعارة الذكور أيضاً. ويكمن السبب في هذه الحالات من الدعارة بدافع الفقر ومعظمهم يكونون مغايرون جنسياً.

## وصلات خارجية
- المرأة العراقية: الدعارة أنفسنا لإطعام أطفالنا